# Liste der Wappen in Matosinhos
Die Liste der Wappen in Matosinhos zeigt die Wappen der Freguesias des portugiesischen Kreises Matosinhos.

## Município de Matosinhos

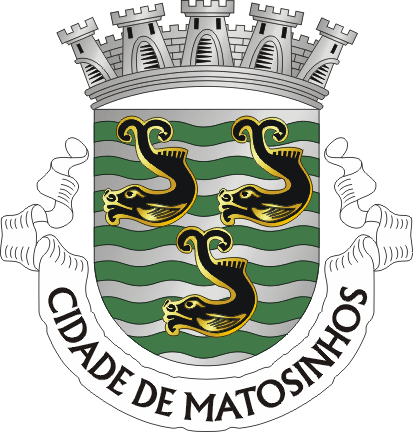
Matosinhos
Lage von Matosinhos in Portugal

## Wappen der Freguesias

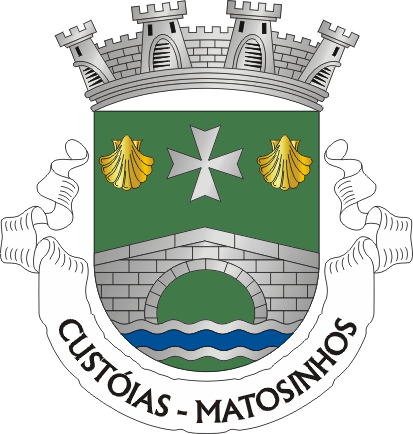
Freguesia Custóias
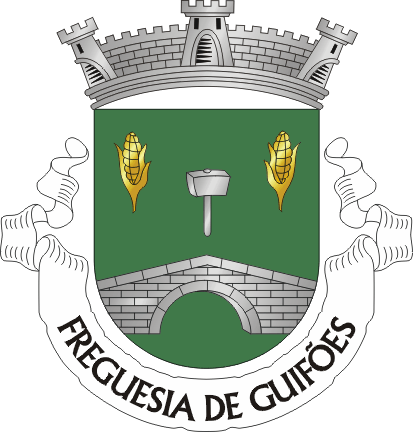
Freguesia Guifões
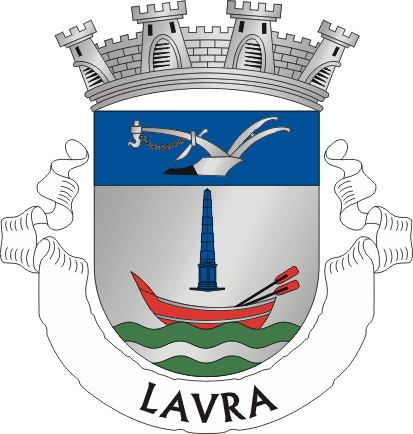
Freguesia Lavra
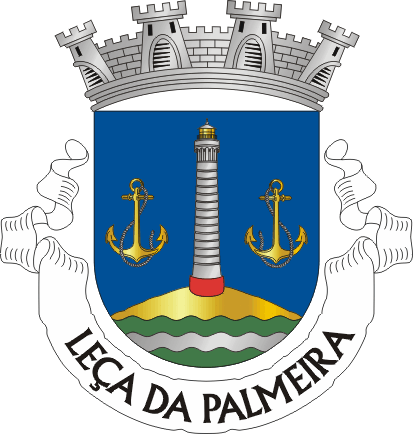
Freguesia Leça da Palmeira
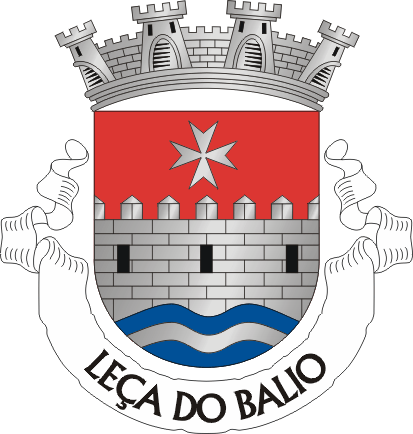
Freguesia Leça do Balio
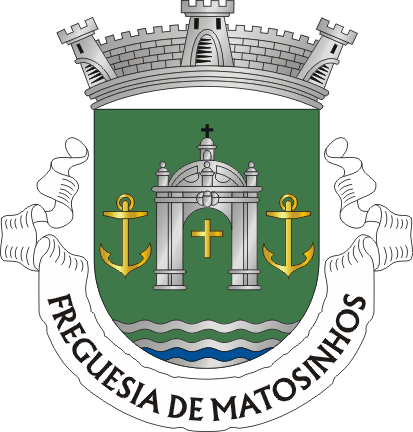
Freguesia Matosinhos
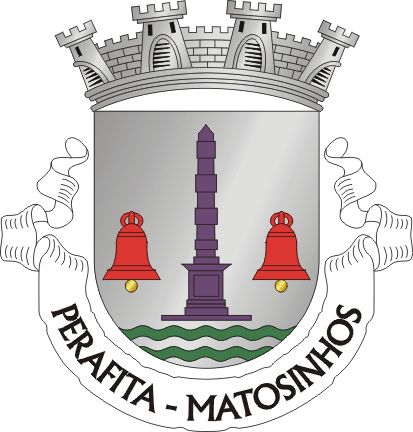
Freguesia Perafita
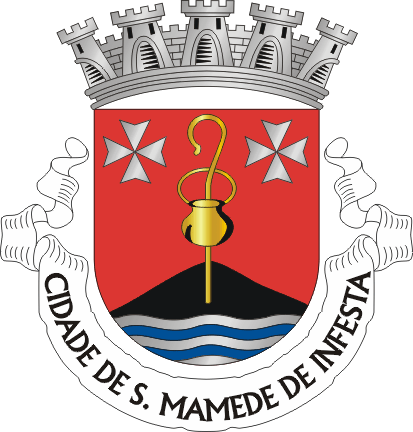
Freguesia São Mamede de Infesta
Freguesia Santa Cruz do Bispo
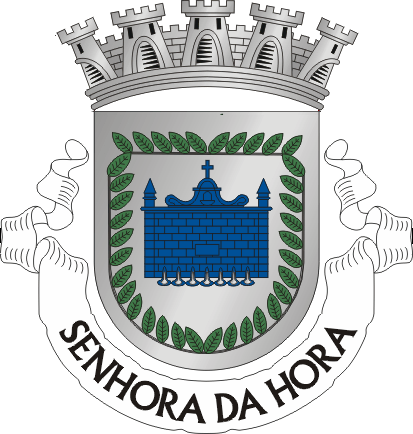
Freguesia Senhora da Hora